# قوتشم (مقاطعة دهغلان)
قوتشم (بالفارسية: قوچم) هي مستوطنة تقع في قسم ايلان الشمالي الريفي (مقاطعة دهغلان) في إيران. يقدر عدد سكانها بـ 114 نسمة .